# 모량산
모량산은 경상남도 창원시 마산합포구 구산면에 위치해있는 산이다. 모량개 마을을 둘러싸고 있는 산이다.

## 같이 보기
- 모량개 마을